# معاهدة تريانون

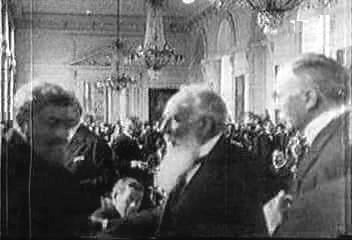
توقيع معاهدة تريانون 1920.

معاهدة تريانون وقعتها المجر مع الحلفاء الغربيين بعد الحرب العالمية الأولى، في بهو قصر تريانون الكبير في فرساي بفرنسا، بتاريخ 4 يونيو 1920م. وقد عاقبت هذه المعاهدة المجر بقسوة لدورها في الحرب. أما الولايات المتحدة التي وقّعت المعاهدة، ولم تبرمها، فقد أقامت صلحًا منفردًا مع المجر سنة 1921م. قلّصت المعاهدة مساحة المجر. ونتج عن ذلك أن انخفض عدد سكانها مقدار 13 مليون نسمة تقريبا. وقد تُركت المجر بلا موانئ ولم يؤدِّ تذمرها من المعاهدة إلى نتائج.
واعترفت هذه المعاهدة بالحدود الجديدة لكل من النمسا وتشيكوسلوفاكيا (سابقًا) ورومانيا، وما أصبح يُعرف فيما بعد باسم يوغوسلافيا. وكان على المجر أن تتخلى عن مطالبتها بميناء فيوم، كما سُمح لها أن تحتفظ بجيش قوامه 35,000 جندي. وكان على جميع السفن التجارية المجرية أن تستسلم للحلفاء. وقد خسرت المجر سلوفاكيا وترانسيلفانيا وكرواتيا. وكذلك تم فصل نحو ثلاثة ملايين مجري عن موطنهم.

## حدود المجر
أنهت الحكومة المجرية اتحادها مع النمسا في 31 أكتوبر 1918، وبحل هذا الاتحاد رُسِّمت الحدود المؤقتة لدولة المجر المستقلة اعتماداً على خطوط وقف إطلاق النار في شهري نوفمبر وديسمبر 1918. لم تشمل هذه الحدود المؤقتة مقارنة مع حدود مملكة المجر قبل الحرب. رُسّمت وفق ما يلي:

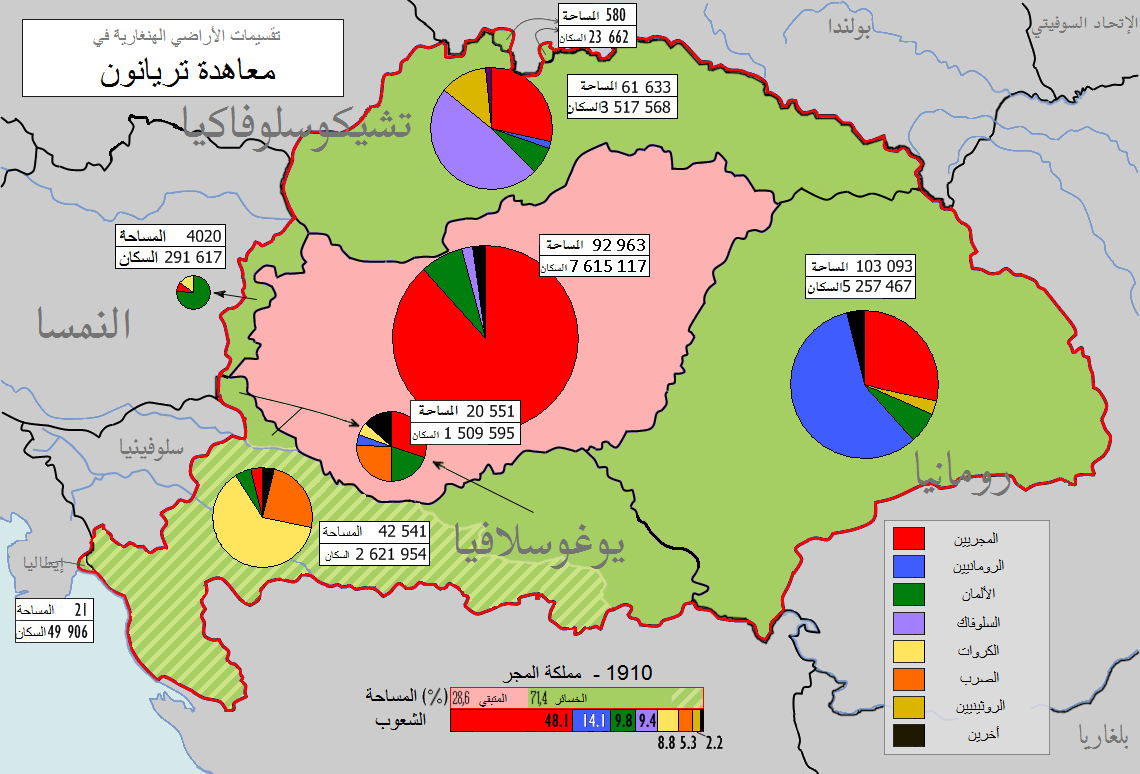
المجر بعد معاهدة تريانون.

- الأجزاء التي تقع جنوب نهر موريش وشرق نهر سومش من ترانسيلفانيا، والتي أصبحت تابعة لرومانيا بحسب اتفاق وقف إطلاق النار الذي وقع في بلغراد في 13 نوفمبر 1918، وفي 1 ديسمبر 1918 أعلنت الجمعية الوطنية في ترانسيلفانيا الاتحاد مع مملكة رومانيا.
- سلوفاكيا التي أصبحت جزءًا من تشيكوسلوفاكيا بحسب الاتفاق الذي عقد في 25 نوفمبر 1918، وقد ترك هذا الاتفاق أكثر من 900 ألف مجري في دولة تشيكوسلوفاكيا المشكلة حديثاً.
- الأراضي السلافية الجنوبية التي قسمت وفق اتفاق وقف إطلاق النار الموقع في بلغراد 13 نوفمبر 1918 إلى دولتين: الأولى ضمت سلوفينيا وصربيا وكرواتيا، والثانية ضمت باكا وبارنيا. أصبحت أراضي باكا وبارانيا تحت السيطرة العسكرية لمملكة صربيا، وأعلن مجلس الشعب الصربي اتحاد هذه المناطق مع مملكة صربيا في 25 نوفمبر 1918. ضُمت المناطق الوسطى من بارنيا إلى رومانيا لاحقاً، بناءً على التصويت الذي أجري في 1 ديسمبر 1918 في الجمعية الوطنية للرومانيين في ألبا يوليا والذي دعم الاتحاد مع مملكة رومانيا.[4][5][6]
- احتلت مدينة فيومي من قبل القوميين الإيطاليين، وبقيت السيطرة على هذه المدنية مسألة نزاع دولي بين مملكة إيطاليا ويوغوسلافيا.
- ظلت الأراضي التي يسكنها الكروات في منطقة ميموريا تحت سيطرة المجر بعد اتفاق وقف إطلاق النار في بلغراد في 13 نوفمبر 1918، ولكن بعد النصر العسكري الذي حققته القوات الكرواتية بقيادة سلافكو كفاتيرنيك في ميموريا ضد القوات المجرية، صوت سكان هذه المنطقة في 9 يناير 1919 للانفصال عن المجر والدخول ضمن الاتحاد اليوغوسلافي.[7]

تقدم الجيش الروماني إلى ما وراء خط وقف إطلاق النار المتفق عليه، فطلبت قوى الحلفاء من المجر الاعتراف بالمكاسب الرومانية الجديدة في الأراضي الرومانية عن طريق خط وقف إطلاق نار جديد على طول نهر تيسا، كان قادة الجمهورية الديمقراطية المجرية غير قادرين على رفض هذه الشروط فاستقالوا واستولى الشيوعيون على السلطة، وعلى الرغم من كون المجر تحت الحصار الكامل للحلفاء فقد أقام الشيوعيون الجمهورية السوفيتية المجرية وأنشؤوا الجيش الأحمر المجري بسرعة. حقق هذا الجيش ناجحات كبيرة في بداية الأمر ضد القوات التشيكوسلوفاكية، خصوصاً بعد الدعم والأسلحة التي حصل عليها من إيطاليا، وقد مكن ذلك المجر من الوصول إلى حدود بولندا، وفصل القوات التشيكية والسلوفاكية عن بعضها.
وقعت الدولتان وقف إطلاق النار في 1 يوليو 1919، فغادر الجيش الأحمر المجري أجزاء من سلوفاكيا بحلول 4 يوليو، ووعدت دول الحلفاء بدعوة وفد مجري لحضور مؤتمر فرساي للسلام، ولكن هذه الدعوة لم تصدر، فأمر بيلا كون زعيم الجمهورية السوفيتية المجرية الجيش الأحمر المجري بالهجوم على الجيش الروماني عند نهر تيسا في 20 يوليو 1919، وبعد قتال عنيف استمر حوالي خمسة أيام انهار الجيش الأحمر المجري واجتاح الجيش الملكي الروماني بودابست في 4 أغسطس 1919.
ساعد سقوط الحكم الشيوعي الأدميرال هورثي في الوصول إلى السلطة في المجر في نوفمبر 1919، وفي 1 ديسمبر 1919 دُعي الوفد المجري رسمياً إلى مؤتمر فرساي للسلام، ولكن ترسيم حدود المجر حدث في المؤتمر دون حضور المجريين. كان المجريون إلى جانب النمساويين يدعمون المبدأ الأمريكي لتقرير المصير الذي ينص على أنه يجب على سكان المناطق المتنازع عليها أن يقرروا عن طريق الاستفتاء أي دولة يرغبون في الانتماء إليها، ولكن هذا المبدأ لم يطبق على نطاق واسع، فقد تجاهله الفرنسيون والبريطانيون الحاسمين. بدلاً من ذلك قام الحلفاء بصياغة الحدود الجديدة دون أي اعتبار يذكر للجوانب التاريخية والثقافية والإثنية والجغرافية والاقتصادية والاستراتيجية للدول، وضموا المناطق التي كان تسكنها أكثريات غير مجرية إلى دول الحلفاء، فعلى سبيل المثال ضمت رومانيا جميع أنحاء ترانسيلفانيا التي كان يعيش فيها 2,8 مليون روماني و1,6 مليون مجري و250 ألف ألماني. كان هدف الحلفاء الرئيسي تقوية هذه الدول على حساب المجر.
رُسِّمت الحدود النهائية للمجر بموجب معاهدة تريانون الموقعة في 4 يونيو 1920 وفق ما يلي:
- ألحقت بقية ترانسيلفانيا مع بعض الأجزاء الإضافية من المجر بمملكة رومانيا.
- أصبحت كارباثيان روثينيا جزءًا من تشيكوسلوفاكيا وفقاً لمعاهدة سان جيرمان في عام 1919.
- أصبحت معظم بورغنلاند جزءًا من النمسا وفقاً لمعاهدة سان جيرمان أيضاً، ولكن مقاطعة سوبرون اختارت البقاء ضمن المجر بعد استفتاء عام أجري في ديسمبر 1921، وهي المقاطعة الوحيدة التي أجري فيها استفتاء عام وأخذت نتائجه بعين الاعتبار.
- ضمت الأراضي السلوفينية إلى صربيا وكرواتيا وسلوفينيا.

عادت المجر لتوسيع حدودها نحو البلدان المجاورة في بداية الحرب العالمية الثانية بمساعدة ألمانيا النازية وإيطاليا الفاشية. بدأ ذلك بعد اتفاق ميونيخ (1938)، واستمر مع الهجوم الألماني على دول أوروبا الشرقية، لكن هذا التوسع لم يدم طويلاً لأن الحدود المجرية في فترة ما بعد الحرب التي أقرتها معاهدات باريس للسلام (1947) كانت شبه متطابقة مع حدود 1920، مع اختلاف بسيط تمثَّل في ضم ثلاث قرى هي: ياروفتشي وروسوفتشي وشونوفو إلى تشيكوسلوفاكيا.

## نتائج المعاهدة

### تعداد عام 1910
أُجري آخر تعداد قبل معاهدة تريانون في عام 1910، وسجلت الإحصائيات في هذا التعداد بحسب اللغة والدين دون النظر للعرق، ومع ذلك كان من المعروف حينها أن أكبر مجموعة عرقية في المجر هي المجريين. وفقاً لتعداد عام 1910 شكل متحدثو اللغة المجرية حوالي 48% من إجمالي سكان المملكة، وكانت الأقليات العرقية وفق ما يلي: 16.1% من الرومانيين، 10.5% من السلوفاك، 10.4% من الألمان، 2.5% من الصرب، 8% من الأقليات الأخرى. وبحسب الإحصائية كان 5% من سكان المجر من اليهود، في حين كان 87% سكان إقليم كرواتيا - سلوفينيا المتمتع بالحكم الذاتي من الكروات والصرب.

### الانتقادات لتعداد عام 1910
صنف التعداد السكاني لعام 1910 سكان مملكة المجر حسب لغاتهم الأصلية وأديانهم، وهو الأمر الذي قد يتوافق أو لا يتوافق مع الهوية العرقية للفرد. ولجعل الوضع أكثر تعقيداً في مملكة متعددة اللغات كانت هناك مناطق تضم مجموعات مختلطة عرقياً يتكلم فيها الناس لغتين أو حتى ثلاث لغات محلية، فعلى سبيل المثال في المنطقة التي تُعرف اليوم باسم سلوفاكيا والتي كانت جزءًا من المجر، كان 18% من السلوفاك و33% من المجريين و65% من الألمان يتحدثون لغتين على الأقل، كل ذلك جعل هذا الإحصاء محل جدل واسع وأثار الشكوك حول دقته.
أظهر تعداد عام 1921 في تشيكوسلوفاكيا أي بعد سنة واحدة فقط من معاهدة تريانون أن 21% من سكان سلوفاكيا مجريون مقارنة بنحو 30% بناءً على تعداد عام 1910.
يرفض بعض الديموغرافيين السلوفاكيين مثل جان سفيتو ويوليوس ميساروس نتيجة كل تعدادات ما قبل الحرب. من جهته قبل المؤرخ الأمريكي أوين جونسون الإحصاءات التي أجريت حتى عام 1900 والتي أظهرت أن نسبة المجريين تتجاوز 51%، ولكنه تجاهل إحصاء عام 1910 بسبب التغيرات الكبيرة التي ظهرت فيه.
كانت أراضي المملكة المجرية السابقة التي تنازلت المجر عنها إلى الدول المجاورة بموجب المعاهدة تضم أغلبية سكانية من غير المجريين، ومع ذلك فقد كانت المنطقة العرقية المجرية أكبر بكثير من أراضي المجر، ولذلك كان 30% من المجريين خاضعين لسلطة أجنبية.
انخفضت النسبة المئوية والعدد المطلق للسكان المجريين خارج المجر في العقود التي تلت المعاهدة، يمكن تفسير هذا الانخفاض بعدة أسباب منها الاستيعاب التلقائي من قبل الدولة المجاورة، والهجرة المجرية من الدول المجاورة إلى المجر أو إلى بعض الدول الغربية، وانخفاض معدل المواليد عند السكان المجريين. كان عدد المجريين الذين هاجروا إلى المجر حوالي 350 ألف بين عامي 1918 – 1924 وفقًا للمكتب الوطني للاجئين.
رُحل حوالي 200 ألف ألماني قسراً بعد الحرب العالمية الثانية إلى ألمانيا وفقاً لمؤتمر بوتسدام. في ظل التبادل القسري للسكان بين تشيكوسلوفاكيا والمجر غادر حوالي 73000 سلوفاكي المجر وغادر نحو 120 ألف مجري سلوفاكيا.